# Owain Tudur Jones
Pour les articles homonymes, voir Owen et Jones.
Owain Tudur Jones (né le 15 octobre 1984 à Bangor) est un footballeur international gallois, qui joue actuellement pour Hibernian FC  au poste de milieu de terrain.
Au cours de sa première saison complète en tant que professionnel, il a fait 21 apparitions, marquant trois buts avec Swansea City.
Au cours de l'été 2001, Owain rejoint Bangor City. En quatre saisons, Owain était dans l'équipe qui a perdu la finale de la Coupe du pays de Galles en 2002 contre Barry Town FC. Il a également joué dans la Coupe Intertoto en Juin 2002 contre le Gloria Bistriţa.
Le 19 décembre 2006, il a été annoncé que Owain serait parti en Amérique pour voir le célèbre chirurgien Dr Richard Steadman pour un deuxième avis en cours sur son problème de genou.
Il a fait ses débuts internationaux pour le pays de Galles dans un match amical contre le Luxembourg, le 26 mars 2008.
Le 21 janvier 2011, il est prêté au club de Brentford pour un mois. Mais le contrat et prolongé et ce n'est que le 27 avril que Tudur Jones retourne à Norwich qui le libère de son contrat quelques jours plus tard. Dans le courant de l'été, il signe pour le club écossais d'Inverness.